# Raionul Obuhiv, Kiev
Obuhiv (în ucraineană Обухівський район, transliterat: Obuhivskîi raion) este un raion în regiunea Kiev, Ucraina. Are reședința la Obuhiv.
Are o suprafață de 3.526,3 km². Populația este de 229.800 locuitori, determinată în 2020.